# A Királyi Tüzérség búr háborús emlékműve
A Királyi Tüzérség búr háborús emlékműve (Royal Artillery Boer War Memorial) Londonban a The Mall déli oldalán áll. Azoknak a brit tüzéreknek állít emléket, akik Dél-Afrikában, a második búr háborúban vesztették életüket 1899-1902-ben.

## Története
Az emlékmű szárnyas nőalakja a békét testesíti meg, miközben megzabolázza a háborút reprezentáló lovat. A bronzfigurákat William Robert Colton készítette. A szobrok portlandi mészkő posztamensen állnak, amely Sir Aston Webb munkája. A háttérben álló íves fal két oszlopban végződik, amelyeken bronztáblákon az elesett tüzérek nevét tüntették fel. A posztamensen futó dombormű háborús jelenetet örökít meg. Az emlékművön a következő mondat olvasható: A Királyi Tüzérség tisztjei és katonái állították megbecsült halottaik emlékére. Az emlékművet Artúr, V. György brit király nagybátyja, Connaught hercege leplezte le 1910-ben.